# 二洞乡
二洞乡，是中华人民共和国四川省绵阳市梓潼县曾经下辖的一个乡。2019年12月，撤销二洞乡，将其所属行政区域划归自强镇管辖。

## 行政区划
二洞乡撤销前下辖以下地区：
二洞村、工农村、双河村、大桥村、建国村和和平村。